# 彗星号通报舰
彗星号是德意志帝国海军于1890年代初建造的流星级通报舰的二号舰暨末舰，自1899年起重归类为小巡洋舰。其唯一的姊妹舰即流星号。该舰自1891年11月开始铺设龙骨、1892年11月下水，至1893年4月交付使用。彗星号装备有四门88毫米口径的主炮，旨在保护主舰队免受鱼雷艇的攻击。
彗星号的设计存在若干缺陷，其中过度振动和在巨浪时难以控制的问题都无法纠正。这些问题限制了该舰的运用生涯；为了补救困扰该舰的问题，军方曾进行多次海试。他们未能成功，彗星号遂于1896年中期退役，后来被改造成贮存水雷的废船。它最终于1921年拆解报废。

## 设计

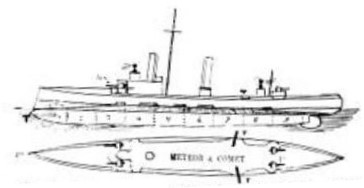
流星级舰只的平面和剖面图

在1880年代初，随着鱼雷技术的发展，对大型军舰的威胁日益增大。为了对抗小巧快速的鱼雷艇，各国海军开发了特种作战舰艇。德意志帝国海军最初试图将侦察和反鱼雷艇防御的任务结合在一种舰型中，直至1888年代号为“通报舰F”（Aviso F，即后来的流星号）的设计方案才提供了专门为对抗鱼雷艇而设计的舰型。与之前的守望级通报舰相比，流星级的体积更小、速度更快，但同样非常不稳定、船舶耐波性差、在高速航行时会发生气窝现象从而引起舰艛剧烈振动。这些缺陷无法弥补，以致于它们的职业生涯都很短。
由于彗星号被推迟至同级首舰流星号完成首次海试后才建造，因此其设计参数根据姊妹舰的海试结果而略有修改。彗星号的全长为79.86米，有9.58米的舷宽以及最大3.68米的吃水深度。其标准排水量为992吨，满载时则可达1,117吨。推进装置由两台立式三缸三胀往复式蒸汽机组成，蒸汽通过四台燃煤机车锅炉提供。发动机的额定功率为5,000匹公制馬力（3,700千瓦特），设计航速19.5節（36.1每小時），并能够以9節（17每小時）的速度连续航行960海里（1,780）。其标准船员编制为7名军官及108名水兵。
该舰在竣工时装备有四门单座安装的88毫米30倍径速射炮，其中两门并排向前，另外两门并排向后。它们共配备462至680发弹药。流星号还搭载有三具350毫米鱼雷发射管，其中一具以浸没式安装在舰艏下方，另外两具则置于舷侧的甲板。舰只防护甲板的装甲最厚处（平坦部分）为15毫米，同样在两舷隔离空舱内填充有软木；司令塔侧部则覆以30毫米厚的钢制装甲。

## 服役历史
彗星号是以“通报舰G”（Aviso G）作为合同代号发包予斯德丁的伏尔铿船厂承建。但其龙骨直至1891年11月、即同级首舰流星号投入使用六个月后才开始铺设。对于流星级二号舰的建造，海军根据首舰的海试结果尔进行了轻微修改。除尺寸和排水量参数变化外，彗星号还增设了用于无线电电线的小型后桅（流星号为单桅），并提升了两具烟囱的高度——因为流星号的经验表明它们原本太低，排放的烟雾会对艉部炮手造成干扰。彗星号于1892年11月15日下水；在下水仪式上，由时任基尔帝国船厂厂长的海军少将棣德利主持为舰只命名并发表演说。完成舾装后，由海军进行验收试航，至1893年4月14日结束。该船随后驶向基尔，于4月29日在那里投入运用。它随即展开进一步的海试，直到同年7月6日退役。
1894年，彗星号仅于6月5日至30日期间在海军少校亨宁·冯·霍尔岑多夫的指挥下短暂启用。该舰在整个1895年都没有服役，而是在不断接受一些改动，以试图纠正其设计缺陷。它直至1896年1月22日才重新启用，进行另一轮持续至4月26日的海试。这些海试是在北海进行的，由海军上尉路德维希·布鲁赫（Ludwig Bruch）指挥。该舰于5月2日被转移到威廉港，并在当地置入预备役。翌年，她被调往基尔，再未投入任何运用。如同其姊妹舰一样，彗星号的运用生涯也因为设计上的严重缺陷而受到限制。
1899年2月21日，海军总司令部下令将彗星号重归类为小巡洋舰。至1901年中期，它与另外三艘旧舰被拖曳至但泽。1904年5月3日，该舰被移作港埠业务用船，同时开始在但泽担任港防舰。彗星号于1906年6月24日正式从海军名录中除籍，后于1914年6月被转移至埃姆登，为阿科纳号小巡洋舰充当贮存水雷的废船。它最终于1921年在汉堡拆解报废。
1907年下水的小巡洋舰德累斯顿号是作为彗星号的代舰而建造。